# Si me quieres escribir
Si me quieres escribir, também conhecida como Ya sabes mi paradero e El frente de Gandesa, é uma das canções da Guerra Civil Espanhola mais famosas e conhecidas, composta durante a Batalha do Ebro, em 1938.

## Contexto histórico
A melodia foi baseada em uma antiga canção das unidades militares espanholas que combateram na Guerra do Rife, ao norte do Marrocos, na década de 1920.
Durante a Batalha do Ebro, a letra da canção podia mudar em função da localização dos combates, das unidades envolvidas ou de situações adversas, como a fome. O cerco de Gandesa, a explosão de viadutos e pontes e outros feitos da Batalha do Ebro aparecem mencionados tanto nesta canção como em outras canções relacionadas a esta batalha, como ¡Ay Carmela!. Os engenheiros republicanos foram capazes de reparar os viadutos e pontes que eram bombardeados constantemente pela Legião Condor alemã e a Aviazione Legionaria italiana, para assim permitir que as forças republicanas cruzassem o rio e manter aberta a cadeia de abastecimento. Também aparece mencionada a 3ª Brigada Mista, uma unidade republicana composta por Carabineiros que esteve presente no campo de batalha.
Os "mouros" mencionados em várias canções na verdade são as tropas "regulares", as temidas Forças de Choque marroquinas do Exército Franquista que estiveram atacando as posições republicanas na Frente de Gandesa durante meses.

## Letra
| Si me quieres escribir, Ya sabes mi paradero: Tercera Brigada Mixta, Primera línea de fuego. Aunque me tiren el puente Y también la pasarela Me verás pasar el Ebro En un barquito de vela. Diez mil veces que los tiren Diez mil veces pasaremos Que para eso nos ayudan Los del Cuerpo de Ingenieros. En la venta de Gandesa Hay un moro Mojamé Que te dice: «Pasa, "paisa" ¿Qué quieres para comer?» El primer plato que dan Son granadas rompedoras, Y el segundo de metralla Para recobrar memoria. |